# Planaxis lineatus
Planaxis lineatus är en snäckart som först beskrevs av E. M. da Costa 1778.  Planaxis lineatus ingår i släktet Planaxis och familjen Planaxidae. Inga underarter finns listade i Catalogue of Life.